# Pramana
Pramāṇa (sanskrit IAST; devanāgarī: प्रमाण) « moyen de connaissance valide, légitime», est un terme de philosophie indienne (hindoue, bouddhique, jaïne, etc.) qui correspond dans la philosophie occidentale à l'épistémologie. 
Le pramāṇa forme un membre d'un tripode (tripuṭi) orbitant autour de la Pramā (connaissance valide) : Pramātṛ (le connaisseur), Pramāṇa (moyen de connaissance), Prameya (objet de la connaissance). Dans les Yoga Sūtra de Patañjali, pramāṇa est l'une des cinq sortes de Vṛtti (modification du mental). 
En grammaire, « pramāṇa » désigne « ce qui fait autorité, qui sert de norme ». Ainsi affirme le Mahābhāṣya : « l'usage vivant est nécessairement la norme dans l'emploi des mots ».

## Hindouisme
Différents systèmes de philosophie hindoue acceptent différentes catégories de pramāņa.

### Advaita Vedānta
L'Advaita Vedānta accepte les cinq moyens de connaissance suivants :
- Pratyakṣa - perception directe au moyen des sens.

- Les cinq sens ou organes de perception ou de connaissance (Jñānendriya) sont: l'oreille, la peau, l'œil, la langue et le nez;
- Ceux-ci sont en corrélation avec les cinq objets de perception (Tanmātra) qui sont: le son, la sensation liée au toucher, la forme, la saveur et l'odeur.
- Anumāna - inférence qui est basée sur la connaissance découlant de la perception directe;
- Upamāna - analogie;
- Arthāpatti - connaissance subséquente;
- Āgama - les textes (tels les Vedas (aussi appelé Āptavākya, Śabda pramāņa).

### Sāṃkhya
Le Sāṃkhya accepte les trois moyens de connaissance suivants :
- Pratyakṣa - perception directe;
- Anumāna - inférence;
- Āptavacana - la parole qui fait autorité, parole digne de foi[6].

### Yoga
Dans les Yoga Sūtra de Patañjali, pramāṇa est l'une des cinq sortes de Vṛtti (modification du mental). Il ne s'agit donc pas ici d'un "moyen-de-connaissance-droite", mais d'une "activité de connaissance droite". Il en reconnaît trois:
- Pratyakṣa - perception directe;
- Anumāna - inférence;
- Āgama - défini par Vyasa, le commentateur, comme "l'activité de l'auditeur suscitée par cette parole (d'une personne de confiance, d'un maître) et dont le domaine est cet objet"[8].

### Nyāya
Le Nyāya accepte les quatre moyens de connaissance suivants :
- Pratyakṣa - perception directe;
- Anumāna - inférence;
- Upamāna - analogie;
- Śabda - le mot (du maître).

### Vaiśeṣika
Le Vaiśeṣika accepte les moyens de connaissance suivants :
- Pratyakṣa - perception directe;
- Anumāna - inférence;

## Bouddhisme
Pour les bouddhistes, il y a deux moyens de connaissance valide : la perception directe (pratyakṣa) et l'inférence (anumāna).
Les deux fondateurs de la théorie bouddhique du pramāņa sont Dignāga et Dharmakīrti.
L'inférence désigne ce qui peut être déduit de la perception directe : elle possède un degré de certitude inférieur à la perception directe. Pour le bouddhisme, il n'y a pas de vérité absolue dans le relatif, ce qui compte est le caractère efficace des vérités relatives, notamment en vue de la libération individuelle.